# Gomphrena desertorum
Gomphrena desertorum är en amarantväxtart som beskrevs av Carl Friedrich Philipp von Martius. Gomphrena desertorum ingår i släktet klotamaranter, och familjen amarantväxter. Inga underarter finns listade i Catalogue of Life.